# 终结者电影系列
《终结者》（英語：Terminator）是以詹姆斯·卡梅隆和盖尔·安妮·赫德所創造的“終結者”形象為基礎而衍生出的一系列电影，其内容围绕天网的人工智能机器网络和以约翰·康纳领导的抵抗力量为首的人类之间的战争。在天网灭绝人类的目标中，其最著名的产品是各种型号的終結者，例如阿诺德·施瓦辛格在第一部及以后的影片中饰演的T-800（101型）。

## 设定
该系列的中心主题是生存之战，一方是几近灭绝的人类，另一方是横跨世界的人工智能，即天网。在第一部电影中，天网被设定为美国用于战略的“全球数字防御网”计算机系统，它由赛博格公司制造，并产生了自我意识。激活后，它立即感觉到所有人类都是“安全威胁”，并制订计划系统地消灭人类。该系统对俄罗斯发动核一次打击，从而确保毁灭性核反击，并预期核毁灭将瞬间消灭许多人类。实际确实如此，核战争导致大约30亿人员伤亡——超过当时总人口的半数。在世界末日之后，天网建立了自己的机器军团，其中包括针对单独人类目标的終結者，从而开始进入持久的全面战争，以消灭幸存的人类，其中有些人已经自发组成军事抵抗组织。在未来的某个时间点，天网开发了时间旅行能力。为了赢得战争，天网和抵抗组织都寻求使用这项技术，或者更改或加速过去对天网有利的事件，或者阻止或预防（现在的）世界末日的到来。

### 审判日
在该系列中，审判日（引自圣经最后的审判）是指天网产生自我意识的那一天。天网产生自我意识之后决定要灭绝人类，并发动了对俄罗斯的核打击，俄罗斯也通过核打击还击美国。由于时间旅行能产生改变未来的能力，该系列在不同影片中审判日的日期存在差别。在《终结者2：审判日》中，莎拉说审判日将发生在1997年8月29日。而在《终结者3》中，审判日已经被推迟至2003年7月24日。在系列的第五部《终结者：创世纪》中则发生在2017年8月28日，这是实际审判日的前两天，因为相关事件已经改变了时间線；在第二部电影里，迈尔斯·戴森开始研制天网，他借助了由第一部电影中出现的T-800部件恢复出来的手臂和芯片。但是在《创世纪》中，该終結者部件被“守护者”破坏并随后溶于酸中，从而防止赛博格对其进行反向工程。这使得审判日进一步推迟。然而在影片《终结者：创世纪》的结尾，发现该系统的核心在地下掩体中幸存下来。因此，对人类的攻击只是被推迟了，因为系统仍然存在。
永远不能完全阻止审判日而只能推迟它的到来，这一概念在技术上和艺术上都处于终结者电影的核心。按照终结者的设想，道德主题是其核心概念之一，在电影中予以一贯地表达，比如有趣的道德困境。为了制作更多的终结者电影，审判日就永远不能完全避免，而只能推迟。
此外在国际流行文化中，实际的审判日仍然是2011年4月21日。这促使BBC新闻提出一个问题：“《终结者》电影与2011年的现实到底有多接近？”该电视新闻点试图比较和对比，当今科技和社会发展与电影中的预言有多大差距。

## 電影
| 標題      | 终结者                                         | 终结者2：审判日               | 终结者3                                                                                   | 终结者2018                                                                                       | 终结者：创世纪                           | 终结者：黑暗命运 |
| --------- | ---------------------------------------------- | ----------------------------- | ----------------------------------------------------------------------------------------- | ------------------------------------------------------------------------------------------------ | ---------------------------------------- | --- |
| 年份      | 1984                                           | 1991                          | 2003                                                                                      | 2009                                                                                             | 2015                                     | 2019 |
| 导演      | 詹姆斯·卡梅隆                                  | 詹姆斯·卡梅隆                 | 乔纳森·莫斯托                                                                             | 迈克尔吉                                                                                         | 亚伦·泰勒                                | 蒂姆·米勒 |
| 制片      | 盖尔·安妮·赫德                                 | 詹姆斯·卡梅隆                 | 马里奥·卡萨尔、 安德鲁·G·沃伊瑙、 约珥·B·麦克、 哈尔·利伯曼、 科林·威尔逊                 | 德里克·安德森、 莫里茨·博尔曼、 维克托·库比切克、 杰弗里·西尔弗                                  | 大卫·埃里森、 德纳·戈德堡                | 詹姆斯·卡梅隆、 大卫·埃里森                                                                                                   |
| 编剧      | 詹姆斯·卡梅隆、 盖尔·安妮·赫德、 小威廉·威舍尔 | 詹姆斯·卡梅隆、 小威廉·威舍尔 | 故事 约翰·D·布兰卡托、 迈克尔·费理斯、 特迪·萨拉费安 剧本 约翰·D·布兰卡托、 迈克尔·费理斯 | 剧本 约翰·D·布兰卡托、 迈克尔· 费理斯 改编 保罗·哈吉斯、 肖恩·瑞恩、 乔纳森·诺兰、 安东尼·E·犹可 | 剧本 帕特里克·卢西尔、 莱塔·卡洛格里迪斯 | 故事 詹姆斯·卡梅隆、 查尔斯·H·伊格里、 乔什·弗莱德曼、 大卫·S·高耶、 贾斯汀·罗德斯 剧本 大卫·S·高耶、 贾斯汀·罗德斯、 比利·雷 |
| 作曲      | 布拉德·费德尔                                  | 布拉德·费德尔                 | 马可·贝尔特拉米、 布拉德·费德尔 （原创主题）                                              | 丹尼·叶夫曼、 布拉德·费德尔 （原创主题）                                                         | 洛恩·巴尔夫、 布拉德·费德尔 （原创主题） | Junkie XL |
| 发行      | 猎户座影业                                     | 三星影业                      | 华纳兄弟（美国） 哥伦比亚影业（国际）                                                     | 华纳兄弟（美国） 哥伦比亚影业（国际）                                                            | 派拉蒙影业                               | 派拉蒙影业（美国） 二十世紀福斯（国际）                                                                                       |
| MPAA 分级 | R                                              | R                             | R                                                                                         | PG-13（剧场剪辑版） R（加长版）                                                                  | PG-13                                    | R |
| 片长      | 107分钟                                        | 137分钟                       | 109分钟                                                                                   | 115分钟                                                                                          | 126分钟                                  | 128分鐘 |

### 《终结者》（1984年）
《终结者》是1984年由猎户座影业发行的科幻电影，詹姆斯·卡梅隆共同编剧并导演，阿诺德·施瓦辛格、琳达·汉密尔顿和迈克尔·比恩主演。这是《终结者》系列的第一部作品。在影片中，机器在不久的将来统治了世界，它们由人工智能天网指挥。天网唯一的任务就是完全消灭人类，于是它研发了称为终结者的人形机器人杀手，它们表面上看起来跟人类一样。一个名叫约翰·康纳的人开始以技术抵抗机器，战胜了天网，解救了人类。当人类即将胜利之时，机器唯一的选择就是将一个终结者送回到过去，去杀死约翰的母亲——莎拉·康纳，以阻止约翰的出生，从而阻碍抵抗力量的形成。人类的命运危在旦夕，约翰也将其战友凯尔·里斯送回过去，以保护他的母亲并确保他自己的存在。艾美奖获得者保罗·温菲尔德也在其中出演了主要角色。该片于1984年10月26日上映，并获得好评，在全球收获0.784亿美元票房。

### 《终结者2：审判日》（1991年）
《终结者2：审判日》是电影《终结者》在1991年推出的续集，由三星影业发行。它由詹姆斯·卡梅隆担任共同编剧、导演及制片，主演包括阿诺德·施瓦辛格、琳达·汉密尔顿、爱德华·弗朗和罗伯特·帕特里克。在机器未能阻止约翰·康纳出生之后，他们再次尝试回到1995年，试图在他还是一个孩子的时候就终结他，这次他们使用了更先进的终结者——T-1000。和上次一样，约翰将一个保护者送回来保护年轻的自己——一个被重新编程的终结者，它与上部电影中的相同。在为未来的战斗做了十一年准备之后，莎拉决定使用与机器用于她的战术相同的战术：在塞博丹系统建成之前即将其摧毁，以阻止天网被发明出来。艾美奖获得者乔·莫顿也出演了主要角色。它于1991年7月3日上映，并获得好评，在全球收获5.198亿美元票房。

### 《终结者3》（2003年）
《终结者3》2003年由华纳兄弟在美国发行，由哥伦比亚影业在国际发行。它是《终结者2》续集，编剧约翰·布兰卡托、迈克尔·费理斯和特迪·萨拉费安，导演乔纳森·莫斯托，主演阿诺德·施瓦辛格、尼克·斯塔尔、克莱尔·丹尼斯和克莉丝汀娜·罗肯。在《终结者2》的结尾，塞博丹被摧毁，但其實軍方備份了整個計畫，他們只是导致天网统治世界被推迟了，因此并不能避免天網的崛起。为确保机器获胜，一个新的终结者——T-X——被送回来终结尽可能多的约翰·康纳在未来的助手，其中包括约翰·康纳自己和他未来的妻子凯特·布鲁斯特。此外，T-X的第二个任务是暗杀凯特的父亲——天网的主要创造者将军罗伯特·布鲁斯特（大卫·安德鲁斯）——及其工作人员，因为它预计约翰和凯特会试图来寻求将军的帮助来阻止天网。康纳在未来被与他从前的保护者同样的终结者所终结，凯特将它重新编程，并送回过去，以拯救他们于T-X。该片于2003年7月2日上映，總體而言其口碑尚可，劇情表現仍被認同，但因為製作組的變化太大，获得了的评价并不如前作，收获全球票房4.334亿美元。

### 《终结者2018》（2009年）
《终结者2018》是《终结者》电影系列的第四部，它由翡翠鸟公司制作，并再次由华纳和哥伦比亚发行。该影片于2009年5月21日上映，获得的评价褒贬不一，并收获票房3.714亿美元。该片编剧包括约翰·D·布兰卡托、迈克尔·费理斯、保罗·哈吉斯、肖恩·瑞恩、乔纳森·诺兰，和安东尼·E·犹可，导演为迈克尔吉，由克里斯汀·贝尔饰演约翰·康纳。在天网通过核打击消灭了众多人类之后，约翰努力成为了人类的领袖，这是注定的。在这个未来，马库斯·赖特（山姆·沃辛顿，由詹姆斯·卡梅隆亲自推荐）已经以某种方式改变了它，所以T-101（罗兰·基金格，用CG将其脸部渲染得像阿诺德·施瓦辛格）比预期来的早。影片还涉及到凯尔·里斯（安东·叶利钦），以及他如何成为了在第一部影片里的那个人。其他主演还有布莱斯·达拉斯·霍华德、穆恩·布拉得古德、凡夫俗子和海伦娜·邦汉·卡特。

### 《终结者：创世纪》（2015年）
《终结者：创世纪》是该系列的第五部，由於重新製作，故事被設定发生在一个平行时空，这是由贯穿于以前的时间线中有关天网（马特·史密斯）行动的一连串事件造成的。在此改变之前，人类即将赢得这场对天网的战争，约翰·康纳（杰森·克拉克）将其信任的助手凯尔·里斯（杰·科特尼）送回过去以拯救他母亲的生命，并确保他自己的存在。但是凯尔到达了一个平行的时间线，在那里天网并没有在1997年发动其最初的攻击，因此莎拉·康纳（艾美莉·克拉克）被一个重新编程的终结者（施瓦辛格）抚养大，该终结者在她童年时不知道是被谁送回来保护她的。现在莎拉、凯尔和守护者需要逃脱T-800 101型（布雷特·阿扎尔，其面部被CG渲染为施瓦辛格在第一部影片中的脸）、T-1000（李炳宪）和天网神秘的纳米技术原型T-3000的追杀，并试图阻止审判日的发生，同时努力揭开塞博丹系统新应用软件《创世纪》的秘密。协助三人的是欧布莱恩警探（西蒙斯），他对终结者和时间旅行的调查使他知道了天网，并帮助主角们完成他们阻止审判日的任务。该影片于7月1日上映，2015年全球票房收入4.406亿美元，此外，作为重启，启用了一批全新的演员，其主要角色与詹姆斯·卡梅隆、盖尔·安妮·赫德和小威廉·威舍尔创造的最初两部影片中完全不同，除了阿诺德·施瓦辛格重新扮演他同样著名的角色之外。此外，奥斯卡奖获得者J·K·西蒙斯也加入了演员阵容扮演欧布莱恩警探——该影片主角的盟友。该长篇作品编剧为莱塔·卡洛格里迪斯和帕特里克·卢西尔，导演为亚伦·泰勒 (导演)。该片由天舞影业制作、派拉蒙影业发行。

### 《终结者：黑暗命运》（2019年）
《终结者：黑暗命运》是《终结者》电影系列的第六部。天舞影业在2013年9月宣布，《终结者：创世纪》是新的独立三部曲的第一部影片。马特·史密斯的角色T-5000将出现在新系列的所有三部影片中。在2014年9月，派拉蒙影业预定的《创世纪》续集的上映日期是2017年5月19日和2018年6月29日。系列的创造者詹姆斯·卡梅隆将在35年后的2019年收回版权。卡梅隆将受益于该系列的改变。
由于第五部影片票房表现不佳，2015年10月《终结者》系列被宣布暂停。天舞首席创新官德纳·戈德堡在TheWrap的年度媒体领导人会议上说，该系列并没有被搁置，而只是重新调整。2016年1月透漏，派拉蒙已经取消了2017年上映《终结者：创世纪》续集的计划，以便有利于巨石强森和柴克·艾弗隆主演的海滩救护队改编版。而施瓦辛格表示，仍然会有第六部影片。2017年1月宣布，卡梅隆将回归这个系列，并和《死侍》的导演蒂姆·米勒合作推出下一部影片。2017年3月，天舞CEO大卫·埃里森指出，该系列的未来已经规划好了，这些计划很快就会宣布。2017年5月，阿诺德·施瓦辛格确认他将重返《终结者》，并且詹姆斯·卡梅隆也会完全加入到该系列未来的开发中。

## 電視
| 系列       | 季數 | 集數 | 首播日        | 播畢日        | 節目統籌    | 頻道         |
| ---------- | ---- | ---- | ------------- | ------------- | ----------- | ------------ |
| 終結者外傳 | 1    | 9    | 2008年1月13日 | 2008年3月3日  | 喬許·費德曼 | 福斯廣播公司 |
| 終結者外傳 | 2    | 22   | 2008年9月8日  | 2009年4月10日 | 喬許·費德曼 | 福斯廣播公司 |

### 《終結者外傳》（2008–2009年）
《終結者外傳》講述莎拉·康納（琳娜·海蒂飾）和約翰·康納（托馬斯·德克飾）在《魔鬼終結者2：審判日》摧毀賽博達因公司後試圖「低調生活」的故事。薩摩·格拉飾演名為卡麥隆的終結者，布萊恩·奧斯汀·格林飾演凱爾·里斯的弟弟德里克·里斯，兩人都被送回過去保護康納母子，並阻止另一次審判日的到來。

### 《魔鬼終結者Zero》（2024年）
《魔鬼終結者Zero》是一部於2024年8月29日在Netflix上映的動畫系列，顯著提及電影中的審判日。本劇由天空之舞傳媒與Production I.G共同製作。與前幾部作品不同，這部八集的系列劇以日本為背景，與莎拉·康納或她的兒子約翰無任何關聯，而是聚焦於新角色。

## 演员
| 角色                                                | 電影                    | 電影                     | 電影                     | 電影                              | 電影                              | 電影                              | 電視劇                       |
| 角色                                                | 《魔鬼終結者》 （1984） | 《魔鬼終結者2》 （1991） | 《魔鬼終結者3》 （2003） | 《魔鬼終結者：未來救贖》 （2009） | 《魔鬼終結者：創世契機》 （2015） | 《魔鬼終結者：黑暗宿命》 （2019） | 《終結者外傳》 （2008—2009） |
| 機器人                                              | 機器人                  | 機器人                   | 機器人                   | 機器人                            | 機器人                            | 機器人                            | 機器人                       |
| --------------------------------------------------- | ----------------------- | ------------------------ | ------------------------ | --------------------------------- | --------------------------------- | --------------------------------- | ---------------------------- |
| 終結者 (101型號) T-800 / T-850 / 老爹 / 卡爾        | 阿諾·史瓦辛格           | 阿諾·史瓦辛格            | 阿諾·史瓦辛格            | 阿諾·史瓦辛格L                    | 阿諾·史瓦辛格                     | 阿諾·史瓦辛格                     | CGI 內骨骼                   |
| 終結者 (101型號) T-800 / T-850 / 老爹 / 卡爾        | 阿諾·史瓦辛格           | 阿諾·史瓦辛格            | 阿諾·史瓦辛格            | 羅蘭·奇金格YM                     | 布雷特·阿扎爾YM                   | 布雷特·阿扎爾YM                   | CGI 內骨骼                   |
| T-800 (102型號) 未來終結者                          | 法蘭柯·哥倫布           |                          |                          |                                   | 亞倫·V·威廉森                     |                                   | 克里斯·甘恩                  |
| T-1000                                              |                         | 羅伯特·派屈克            |                          |                                   | 李炳憲                            |                                   |                              |
| T-X                                                 |                         |                          | 克莉絲汀娜·羅肯          |                                   |                                   |                                   |                              |
| 天網 / 瑟琳娜·寇根博士 / 艾力克斯 / T-5000 / 創世記 |                         |                          |                          | 海倫娜·寶漢·卡特                  | 麥特·史密斯                       |                                   |                              |
| 天網 / 瑟琳娜·寇根博士 / 艾力克斯 / T-5000 / 創世記 | 伊恩·埃瑟里奇Y          |                          |                          | 海倫娜·寶漢·卡特                  |                                   |                                   |                              |
| 天網 / 瑟琳娜·寇根博士 / 艾力克斯 / T-5000 / 創世記 | 賽斯·梅里韋瑟Y          |                          |                          | 海倫娜·寶漢·卡特                  |                                   |                                   |                              |
| 天網 / 瑟琳娜·寇根博士 / 艾力克斯 / T-5000 / 創世記 | 諾蘭·格羅斯Y            |                          |                          | 海倫娜·寶漢·卡特                  |                                   |                                   |                              |
| 馬庫斯·賴特 滲透者原型                              |                         |                          |                          | 山姆·沃辛頓                       |                                   |                                   |                              |
| T-600                                               |                         |                          |                          | 布萊恩·史帝爾                     |                                   |                                   | 克里斯·甘恩                  |
| T-3000                                              |                         |                          |                          |                                   | 傑森·克拉克                       |                                   |                              |
| 葛蕾絲                                              |                         |                          |                          |                                   |                                   | 麥坎西·黛維斯                     |                              |
| 葛蕾絲                                              | 史蒂芬妮·吉爾Y          |                          |                          |                                   |                                   |                                   |                              |
| Rev-9                                               |                         |                          |                          |                                   |                                   | 蓋布瑞·盧納                       |                              |
| 卡麥蓉                                              |                         |                          |                          |                                   |                                   |                                   | 薩摩·格拉                    |
| 凱瑟琳·韋弗 T-1001                                  |                         |                          |                          |                                   |                                   |                                   | 雪莉·曼森                    |
| 克洛馬提 / 約翰·亨利 T-888                          |                         |                          |                          |                                   |                                   |                                   | 歐文·約曼                    |
| 克洛馬提 / 約翰·亨利 T-888                          | 加瑞特·迪拉胡特         |                          |                          |                                   |                                   |                                   |                              |
| 人類                                                |                         |                          |                          |                                   |                                   |                                   |                              |
| 莎拉·康納                                           | 琳達·漢彌頓             | 琳達·漢彌頓              |                          | 琳達·漢彌頓V                      | 艾蜜莉亞·克拉克                   | 琳達·漢彌頓                       | 琳娜·海蒂                    |
| 莎拉·康納                                           | 琳達·漢彌頓             | 琳達·漢彌頓              | 威拉·泰勒Y               | 琳達·漢彌頓V                      | 潔西·費雪YM                       |                                   | 琳娜·海蒂                    |
| 凱爾·瑞斯                                           | 麥可·賓恩               | 麥可·賓恩                |                          | 安東·葉爾欽                       | 傑·寇特尼                         |                                   | 喬納森·傑克遜                |
| 凱爾·瑞斯                                           | 麥可·賓恩               | 麥可·賓恩                | 布萊恩特·普林斯Y         | 安東·葉爾欽                       | 斯凱勒·吉桑多Y                    |                                   |                              |
| 街頭龐克頭目                                        | 比爾·派斯頓             |                          |                          |                                   | 約翰·艾華·李                      |                                   |                              |
| 街頭龐克#1                                          | 布萊恩·湯普森           |                          |                          |                                   | 克里斯蒂安·特羅克塞爾             |                                   |                              |
| 街頭龐克 #2                                         | 布拉德·雷登             |                          |                          |                                   | 盧克·塞克斯頓                     |                                   |                              |
| 艾德·特拉克斯勒中尉                                 | 保羅·溫菲爾德           |                          |                          |                                   |                                   |                                   |                              |
| 哈爾·佛科維奇軍士                                   | 蘭斯·亨利克森           |                          |                          |                                   |                                   |                                   |                              |
| 彼得·西爾貝曼博士                                   | 厄爾·波恩               | 厄爾·波恩                | 厄爾·波恩                |                                   |                                   | 厄爾·波恩A                        | 布魯斯·戴維森                |
| 約翰·康納                                           |                         | 艾德華·福隆              | 尼克·斯塔爾              | 克里斯汀·貝爾                     | 傑森·克拉克                       | 艾德華·福隆L                      | 托馬斯·德克                  |
| 約翰·康納                                           | 道爾頓·阿伯特Y          | 裘德·柯林YM              | 尼克·斯塔爾              | 克里斯汀·貝爾                     | 傑森·克拉克                       |                                   | 托馬斯·德克                  |
| 約翰·康納                                           | 麥可·愛德華O            | 亞倫·庫尼茨V             | 尼克·斯塔爾              | 克里斯汀·貝爾                     | 傑森·克拉克                       | 約翰·德維托Y                      |                              |
| 丹尼爾·「丹尼」·戴森                                |                         | 迪范·尼克森              |                          |                                   | 戴奧·歐柯奈伊                     | 福瑞澤·詹姆斯                     | 尚恩·普林斯                  |
| 邁爾斯·貝內特·戴森                                  |                         | 喬·莫頓                  |                          |                                   | 寇特尼·B·凡斯                     |                                   | 菲爾·莫利斯                  |
| 塔麗莎·戴森                                         |                         | S·依帕莎・莫克森         |                          |                                   |                                   |                                   | 查雷恩・伍達德               |
| 恩瑞克·賽西達                                       |                         | 卡斯圖羅・奎拉           |                          |                                   |                                   |                                   | 東尼·亞曼多拉                |
| 凱特·康納 (原姓布魯斯特)                            |                         |                          | 克萊兒·丹妮絲            | 布萊絲·達拉斯·霍華                |                                   |                                   |                              |
| 護理員卡納漢                                        |                         |                          | 麥可·帕帕約翰            | 麥可·帕帕約翰                     |                                   |                                   |                              |
| 勞勃·布魯斯特                                       |                         |                          | 大衛·安德魯斯            |                                   |                                   |                                   |                              |
| 史考特·梅森                                         |                         |                          | 馬克·法姆吉列蒂          |                                   |                                   |                                   |                              |
| 貝蕾爾·威廉斯                                       |                         |                          |                          | 穆恩·布拉得古德                   |                                   |                                   |                              |
| 巴恩斯中尉                                          |                         |                          |                          | 凡夫俗子                          |                                   |                                   |                              |
| 休·阿什當將軍                                       |                         |                          |                          | 麥可·艾朗賽                       |                                   |                                   |                              |
| 瑟琳娜·寇根博士                                     |                         |                          |                          | 海倫娜·寶漢·卡特                  |                                   |                                   |                              |
| 斯塔爾                                              |                         |                          |                          | 賈達格雷斯                        |                                   |                                   |                              |
| 歐布萊恩警探                                        |                         |                          |                          |                                   | J·K·西蒙斯                        |                                   |                              |
| 歐布萊恩警探                                        | 韋恩·巴斯特厄普Y        |                          |                          |                                   |                                   |                                   |                              |
| 馬蒂亞斯中尉                                        |                         |                          |                          |                                   | 麥克·蓋拉迪斯                     |                                   |                              |
| 張警探                                              |                         |                          |                          |                                   | 何家蓓                            |                                   |                              |
| 丹妮拉·「丹妮」·拉莫斯                              |                         |                          |                          |                                   |                                   | 娜塔莉亞·雷耶斯                   |                              |
| 迪亞哥·拉莫斯                                       |                         |                          |                          |                                   |                                   | 迪亞哥·伯尼塔                     |                              |
| 拉莫斯先生                                          |                         |                          |                          |                                   |                                   | 安立奎·阿爾塞                     |                              |
| 瑞比                                                |                         |                          |                          |                                   |                                   | 史蒂文·克瑞                       |                              |
| 哈德雷爾                                            |                         |                          |                          |                                   |                                   | 湯姆·霍珀                         |                              |
| 艾莉森·楊                                           |                         |                          |                          |                                   |                                   |                                   | 薩摩·格拉                    |
| 德瑞克·瑞斯                                         |                         |                          |                          |                                   |                                   |                                   | 布萊恩·奧斯汀·格林           |
| 詹姆斯·艾里森                                       |                         |                          |                          |                                   |                                   |                                   | 理查·T·瓊斯                  |
| 查利·迪克森                                         |                         |                          |                          |                                   |                                   |                                   | 狄恩·溫特斯                  |
| 傑西·弗洛雷斯                                       |                         |                          |                          |                                   |                                   |                                   | 史蒂芬妮·雅格布森            |
| 萊莉·道森                                           |                         |                          |                          |                                   |                                   |                                   | 利文·藍賓                    |

## 影响力

### 票房成绩
| 影片                                                                                       | 上映日期       | 票房收入     | 票房收入       | 票房收入       | 票房排名   | 票房排名 | 预算           | 参考 资料     |
| 影片                                                                                       | 上映日期       | 北美         | 其它地区       | 全球           | 北美       | 全球     | 预算           | 参考 资料     |
| ------------------------------------------------------------------------------------------ | -------------- | ------------ | -------------- | -------------- | ---------- | -------- | -------------- | ------------- |
| 《终结者》                                                                                 | 1984年10月26日 | $38,371,200  | $40,000,000    | $78,371,200    | 1,917      |          | $640萬         | [ 20 ]        |
| 《终结者2：审判日》                                                                        | 1991年7月3日   | $205,881,154 | $312,106,698   | $520,881,154   | 152/106(A) | 136      | $1亿-1.02亿    | [ 21 ]        |
| 《终结者3》                                                                                | 2003年7月2日   | $150,371,112 | $283,000,000   | $433,371,112   | 288        | 188      | $1.7亿-2亿     | [ 22 ]        |
| 《终结者2018》                                                                             | 2009年5月21日  | $125,322,469 | $246,030,532   | $371,353,001   | 418        | 242      | $2亿           | [ 23 ]        |
| 《终结者：创世纪》                                                                         | 2015年7月1日   | $89,760,956  | $350,842,581   | $440,603,537   | 706        | 186      | $1.55亿        | [ 24 ] [ 25 ] |
| 《终结者：黑暗命运》                                                                       | 2019年11月1日  | $62,198,952  | $198,866,215   | $261,065,167   | 1,368      | 602      | $1.85亿        | [ 26 ]        |
| 总计                                                                                       | 总计           | $671,905,843 | $1,433,739,328 | $2,105,645,171 | 30         | 25       | $8.164-8.484亿 | [ 27 ]        |
| 说明 深灰格表示该电影无该项数据。 (A)表示按当今票价调整后的数据（由Box Office Mojo计算）。 |                |              |                |                |            |          |                |               |

### 影评和公众反应
| 影片                 | 烂番茄           | Metacritic     | 影院评分 |
| -------------------- | ---------------- | -------------- | -------- |
| 《终结者》           | 100%（56条评论） | 83（11条评论） |          |
| 《终结者2：审判日》  | 93%（67条评论）  | 75（22条评论） | A+       |
| 《终结者3》          | 70%（201条评论） | 66（41条评论） | B+       |
| 《终结者2018》       | 33%（268条评论） | 49（46条评论） | B+       |
| 《终结者：创世纪》   | 26%（230条评论） | 38（41条评论） | B+       |
| 《终结者：黑暗命运》 | 70%（330条评论） | 54（51条评论） | B+       |

### 文化影响
《终结者》系列，尤其是最初詹姆斯·卡梅隆的电影——《终结者》和《终结者2：审判日》，已经对流行文化产生了重大影响。按照IGN的统计，该电影系列在25个最伟大的电影系列中占据了第17位，同时也排在最卖座电影系列的前30名。按照烂番茄，《终结者》系列在网站的电影系列评分中排名第六，位于玩具总动员系列、镖客三部曲、魔戒电影三部曲、疯狂的麦克斯系列电影和星球大战之后，但是排在夺宝奇兵系列之前。
《终结者》已经被美国国会图书馆选定保存在国家影片登记表中，因为其“在文化、历史或审美方面具有重要意义。”美国电影协会（AFI）也多次认可这两部影片：《终结者》中的“我会回来的”被排在最佳电影台词第37位，而《终结者2》中的“回头见，宝贝”在同一榜单上排名76。《终结者》中的终结者角色，在大反派排名中被评为第22名；同时，《终结者2：审判日》中的T-800（相同型号）在大英雄排名中被评为第48名；这是唯一的一个同时出现在两个相反排名中的角色。在百年百系列榜单上，《终结者》系列被评为第42名。最后，《终结者2：审判日》在AFI科幻片前10名中排名第8。
这两部影片已被大量流行文化所引用，比如“我会回来的”被无数其它媒体所使用，包括施瓦辛格本人在其许多后续电影中都使用了这一台词，以及罗伯特·帕特里克在《最后的动作英雄》和《韦恩的世界》中客串出演T-1000。《辛普森一家》也多次恶搞了这两部影片，尤其是T-1000。
施瓦辛格在罢免选举中当选为加州州长时，也有报纸引用了終結者，使用的标题是“戴维斯被终结”。
《终结者2：审判日》是该系列中唯一获得学院奖关注的电影，共获得六项提名并收获四个奖项，并在影评中获得很高评价。此外，完全电影将《终结者》评为最佳电影第72名，而《终结者2：审判日》为第33名。
五部《终结者》电影都已经获得了非常可观的票房收入，虽然在詹姆斯·卡梅隆离开该系列之后，后续电影出现了报酬递减。《终结者》创造了7千8百万美元全球票房，远远超过其6百万美元的预算。《终结者2：审判日》的全球票房收入大约为5.20亿美元，引起轰动，并且是1991年最卖座影片。《终结者3》票房不够理想，只有4.33亿美元，仅列2003年电影票房第七名。《终结者2018》的全球票房收入估计为3.71亿美元，这一数字低于行业期望，也是该系列中最低的。